# Comin-Yanga
Comin-Yanga  là một tổng thuộc  tỉnh Koulpéogo ở phía đông Burkina Faso. Thủ phủ là thị xã Comin-Yanga. Theo điều tra dân số năm 1996, tổng này có tổng dân số 36.432 .

## Các thị xã và làng xã
- Comin-Yanga (5 373 dân) (thủ phủ)
- Baglenga (271 dân)
- Balboudi (438 dân)
- Bangoghin (350 dân)
- Coewinga (463 dân)
- Dogtenga (2 721 dân)
- Gagare (1 672 dân)
- Gaonghin (438 dân)
- Kakati (1 611 dân)
- Kamdiokin (1 051 dân)
- Karme (123 dân)
- Kiougou-Doure (729 dân)
- Kiougou-Kandaga (1 673 dân)
- Kiougou-Namounou (182 dân)
- Kisbouga (1 013 dân)
- Kohogo (1 918 dân)
- Kohogo-Peulh (61 dân)
- Kolanga (450 dân)
- Konzeogo-Bangane (153 dân)
- Konzeogo-Sambila (1 294 dân)
- Konzeogo-Yalgo (389 dân)
- Lamiougou (1 720 dân)
- Moaga (153 dân)
- Pilede (430 dân)
- Pognankoudougou-Rabogo (199 dân)
- Sabrado (1 038 dân)
- Sakango (1 690 dân)
- Sakidissi (237 dân)
- Sougoudi (276 dân)
- Tanziega (147 dân)
- Tire (383 dân)
- Vohogdin (5 800 dân)
- Youtenga (484 dân)
- Zonghin (1 502 dân)